# Safotu
Safotu – miejscowość w Samoa, na wyspie Savaiʻi. Według danych szacunkowych z roku 2016 liczy 1 270 mieszkańców.